# Mariusz Kmiołek
Mariusz Kmiołek (ur. 12 czerwca 1963) – polski producent muzyczny, dziennikarz, promotor, menedżer oraz przedsiębiorca związany ze sceną muzyki heavymetalowej. W latach 80. XX w. grał na perkusji w thrashmetalowym zespole Haron, z którym nagrał wydane w 1988 roku demo Inquisitor. Następnie został menadżerem deathmetalowej grupy Vader, z którą współpracuje do dziś. Był również założycielem wytwórni Carnage Records i Carrion Records.
Kmiołek w 1988 roku założył czasopismo muzyczne Thrash’em All. Ostatnie wydanie magazynu ukazało się w lipcu 2008 roku. W 2001 roku założył wytwórnię muzyczną Empire Records, która została rozwiązana w 2008 roku. Obecnie prowadzi agencję koncertową oraz artystyczną Massive Music z siedzibą w Ciechocinku.
W ramach Massive Management był menadżerem grup Christ Agony, Lost Soul, Dies Irae, Vesania, Sceptic, Decapitated i Yattering.
Jego żoną była Ewa Przybylska, zmarła 3 września 2010 roku w wyniku obrażeń odniesionych podczas wypadku samochodowego.

## Dyskografia
- Haron – Inquisitor (1988, wydanie własne, perkusja)[2]
- Vader – Morbid Reich (1990, Carnage Records, produkcja muzyczna)[11]
- Celebration – Dead Bodies Massacre (1991, Carnage Records, produkcja muzyczna)[12]
- Vader – Sothis (1994, Baron Records, producent wykonawczy)[13]
- Vader – Live in Japan (1998, System Shock Records, Impact Records, mastering)[14]
- Vader – Kingdom (1998, Pavement Music, System Shock Records, koncepcja okładki)[15]
- Tower – Mercury (1999, Metal Mind Productions, produkcja muzyczna)
- Hate – Victims (1999, Metal Mind Productions, producent wykonawczy)
- Christ Agony – Elysium (1999, Metal Mind Records, producent wykonawczy)
- Moon – Satan’s Wept (1999, Pagan Records, producent wykonawczy)[16]
- Vim Patior – Magni Nominis Umbra (1999, Blackend Records, gościnnie śpiew, producent wykonawczy)
- Decapitated – Winds of Creation (2000, Earache Records, producent wykonawczy)
- Dies Irae – Immolated (2000, Metal Blade Records, zdjęcia)
- Vader – Reign Forever World (2001, Metal Blade Records, zdjęcia)
- Vader – Revelations (2002, Metal Blade Records, zdjęcia)
- Sceptic – Unbeliever’s Script (2003, Empire Records, zdjęcia)